# Bhutanlijstergaai
De bhutanlijstergaai (Trochalopteron imbricatum; synoniem: Garrulax imbricatus) is een zangvogel uit de familie Leiothrichidae.

## Verspreiding en leefgebied
Deze soort komt voor in Bhutan en noordoostelijk India.

## Status
De grootte van de populatie is niet gekwantificeerd maar de soort wordt omschreven als algemeen in Bhutan. Op de Rode lijst van de IUCN heeft deze soort de status niet bedreigd.